# Иоаким (Коцонис)
Епи́скоп Иоаки́м (греч. Επίσκοπος Ιωακείμ, в миру Иоа́ннис Коцо́нис, греч. Ιωάννης Κοτσώνης, англ. John Cotsonis; род. 7 июня 1954, Мэриленд) — иерарх Константинопольской православной церкви, епископ Амисский (с 2019), викарий Американской архиепископии.

## Биография
Родился 7 июня 1954 года в семье Александра и Димитры Коцонис в Афинах. Его отец был двоюродным братом архиепископа Афинского Иеронима I, а сам он являлся двоюродным братом митрополита Фтиотидского Николая (Протопапаса).
С 1956 года проживал в округе Вашингтон штата Мэриленд. Воспитывался при общине собора Святой Софии, где посещал воскресную школу и был прислужником.
В 1976 году получил степень бакалавра в Мэрилендском университете. Будучи студентом бакалавриата Мэрилендского университета, он был членом Православного христианского братства (OCF).
В 1979 году степень магистра богословия в Греческом колледже Святого Креста.
9 декабря 1979 года в Софийском соборе Вашингтона был хиротонисан во диакона, а 23 декабря 1979 года в Преображенской церкви в Нью-Йорка — во пресвитера. В 1980 году он служил помощником священника в церкви Преображения Христова в Короне, штат Нью-Йорк, а в 1981—1982 годах — священником в греческой православной церкви Святого Спиридона в Кларксберге, штат Западная Виргиния. В 1982—1990 годах он был священником миссионерской церкви Святой Троицы в Алтуне, штат Пенсильвания.
С 1997 года является директором университетской библиотеки, а в течение 1996—1997 годов был приглашённым профессором византийских исследований в Богословской школе Христа в Джонстауне, Пенсильвания. В 1992 году получил степень доктора философии в институте византийской истории Пенсильванского университета.
16 мая 1998 года в Крестовоздвиженской часовне в Бруклайне был возведён в достоинство архимандрита.
27 ноября 2019 года Священным синодом Константинопольской православной церкви был избран для рукоположения в сан епископа Амисского, викария Американской архиепископии.
22 декабря 2019 года в Софийском соборе Вашингтона состоялась его архиерейская хиротония. Хиротонию совершили: архиепископ Американский Елпидифор (Ламбриниадис), митрополит Питтсбургский Савва (Зембиллас), митрополит Чикагский Нафанаил (Симеонидис), архиепископ Питтсбургский и Западно-Пенсильванский Мелхиседек (Плеска) (Православная церковь в Америке), епископ Мидийский Апостол (Куфаллакис) и епископ Чарльстонский, Оклендский и Среднеатлантический Фома (Джозеф) (Антиохийская православная церковь).